# Jae Crowder
Corey Jae Crowder, född 6 juli 1990 i Villa Rica i Georgia, är en amerikansk professionell basketspelare (PF/SF) som spelar för Sacramento Kings i National Basketball Association (NBA). Han har tidigare spelat för Dallas Mavericks, Boston Celtics, Cleveland Cavaliers, Utah Jazz, Memphis Grizzlies, Miami Heat, Phoenix Suns och Milwaukee Bucks.
Crowder draftades av Cleveland Cavaliers i andra rundan i 2012 års draft som 34:e spelare totalt.
Innan han blev proffs studerade Crowder vid Marquette University och spelade för universitetets idrottsförening Marquette Golden Eagles.
Han är son till Corey Crowder.